# Baldéric Ier
Pour les articles homonymes, voir Baldéric.
Baldéric Ier, ou Baudri Ier, mort le 29 juillet 959, est évêque de Liège de 955 à 959.
Neveu de Régnier, comte de Hainaut, Baldéric est nommé évêque de Liège successeur de Rathier de Vérone, après l'abdication de celui-ci. Il meurt dans la troisième année de son épiscopat le 29 juillet 959.

## Biographie
La mère de Baldéric est la sœur de Régnier III de Hainaut.
En dépit de la volonté royale, il est élu évêque encore enfant grâce au soutien de son oncle, Baldéric, évêque de Maastricht, et de ses oncles Régnier III de Hainaut et son frère Rodolphe. Il devient aussi abbé de Lobbes, dont il donne commende à son oncle Régnier, qui y commet bientôt des exactions continuelles envers les religieux et des violences sacrilèges. 

### Liens
- Notice dans un dictionnaire ou une encyclopédie généraliste :   - Biographie nationale de Belgique